# هاي إيمبكت غيمز
هاي إيمبكت غيمز (بالإنجليزية: High Impact Games)‏، هي شركة أمريكية لإنتاج وتطوير ألعاب الفيديو، تأسست سنة 2003، ويقع مقرها في مدينة بربانك بولاية كاليفورنيا الأمريكية.